# 腾冲齿突蟾
腾冲齿突蟾（学名：Scutiger tengchongensis），一种于中华人民共和国云南省腾冲市高黎贡山地区发现的两栖动物，隶属于角蟾科齿突蟾属。
种加名 tengchongensis 意为“腾冲的”。

## 形态特征
腾冲齿突蟾成年雄蟾体长36～40.1毫米。背面皮肤粗糙，呈鲜艳的棕色，散布大的不规则的圆锥形疣粒，其上覆有小的黑刺；腹面皮肤光滑，呈略带灰的粉色。卵直径大约3.5～4.0毫米，动物极灰白色。30期蝌蚪体长14.6 毫米，总长42.4毫米，尾高4.7毫米；身体及尾部深灰色，身体两侧腹部后方近腿根部有一白点。

## 保护
本种于2023年被收录入《有重要生态、科学、社会价值的陆生野生动物名录》。